# Бэклог продукта
При использования гибкого управления проектами, бэклог продукта — приоритетный список функциональности, который должен содержать продукт. Иногда этот список называют списком дел и считают «артефактом» (формой документации) в методе разработки программного обеспечения scrum. Бэклог продукта упоминается под разными именами в разных методологиях управления проектами, например, бэклог продукта в scrum, список рабочих элементов в дисциплинированной гибкой разработке,   и пул вариантов в бережливом производстве. При использовании методологии scrum создание и постоянное управление бэклогом продукта является ответственностью владельца продукта.
Бэклог спринта состоит из выбранных элементов из бэклога продукта, которые планируется разработать в рамках конкретного спринта.

## Контур
При использовании метода разработки scrum в методологии Agile бэклог продукта — это список приоритетных функций, который также содержит краткие описания всех функций, необходимых для продукта. При применении scrum или другой гибкой методологии разработки нет необходимости начинать проект с длительных предварительных усилий по документированию всех требований, как это чаще встречается в традиционных методах управления проектами, использующих каскадную модель. Вместо этого scrum-команда и владелец продукта обычно начинают с того, что записывают все важные функции, которые они могут придумать для бэклога проекта, и первичного бэклога продукта почти всегда более чем достаточно для первого спринта. Затем бэклог продукта может расти дальше на протяжении жизненного цикла проекта и изменяться по мере того, как все больше появляется знаний о продукте и его пользователях.
Типичный scrum бэклог состоит из следующих типов элементов:
1. Функциональность
2. Ошибки
3. Техническая работа
4. Сбор требований